# Ember - Orașul din adâncuri
Ember - Orașul din adâncuri (titlu original: City of Ember) este un film american din 2008 regizat de Gil Kenan. Rolurile principale au fost interpretate de actorii Toby Jones, Tim Robbins, Saoirse Ronan, Harry Treadaway, David Ryall și Bill Murray. Scenariul este bazat pe romanul The City of Ember de Jeanne DuPrau.

## Prezentare
După ce are loc un război pe Pământ, generațiile viitoare rămase sunt trimise în subteran pentru a trăi până când suprafața pământului va putea susține din nou viața. Împrejurări nefericite fac ca aceștia să trăiască în subteran mai mult decât a fost inițial planificat, dar în cele din urmă 2 copii curajoși le arată o cale de ieșire afară.

## Distribuție
- Saoirse Ronan - Lina Mayfleet, descendent al celui de-al 7 primarul din Ember.
- Harry Treadaway - Doon Harrow
- Bill Murray - primarul Cole, actualul primar al orașului Ember și antagonistul principal.
- Toby Jones - Barton Snode,  asistentul primarului Cole.
- Martin Landau - Sul, un tehnician în Conducte și mentor al lui Doon.
- Tim Robbins - Loris "Barrow" Harrow, tatăl lui Doon.
- Marianne Jean-Baptiste - Clary Lane, Greenhouse Keeper.
- Liz Smith - bunicuța Mayfleet
- Amy Quinn și Catherine Quinn - Poppy Mayfleet, sora mai mică a Linei Mayfleet.
- Mary Kay Place - Mrs. Murdo
- Mackenzie Crook - Looper, paznicul magazinului.
- Lucinda Dryzek - Lizzie Bisco, cel mai bun prieten al Linei Mayfleet.
- Matt Jessup ca Joss, un coleg al Linei și al lui Doon.
- Simon Kunz - Căpitanul Fleery, șeful Linei Mayfleet.
- Ian McElhinney - un Constructor